# Christina Aguilera/Auszeichnungen für Musikverkäufe

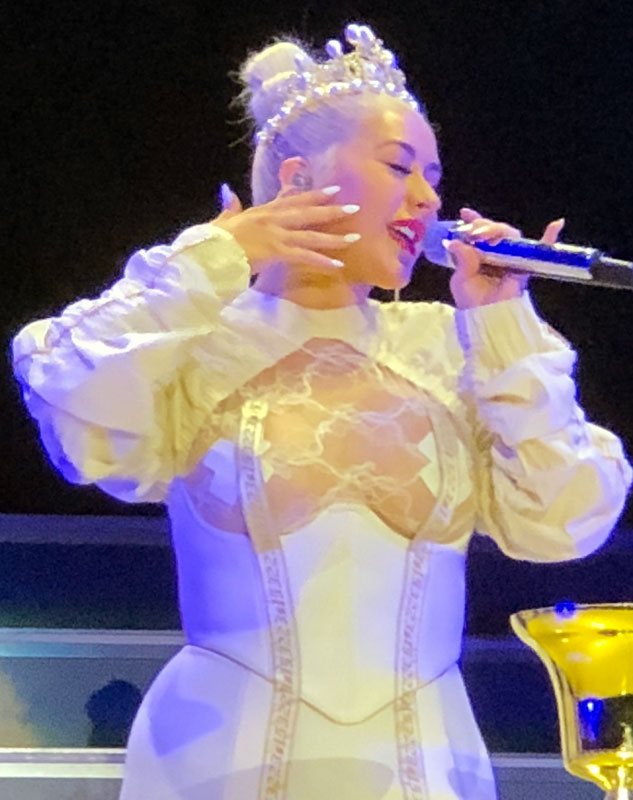
Christina Aguilera (2018)

Dies ist eine Übersicht über die Auszeichnungen für Musikverkäufe der US-amerikanischen Sängerin Christina Aguilera. Die Auszeichnungen finden sich nach ihrer Art (Gold, Platin usw.), nach Staaten getrennt in chronologischer Reihenfolge, geordnet sowie nach den Tonträgern selbst, ebenfalls in chronologischer Reihenfolge, getrennt nach Medium (Alben, Singles usw.), wieder.

## Auszeichnungen
| - Frankreich - 2001: für die Single Lady Marmalade - 2007: für die Single Hurt - Vereinigtes Königreich - 2013: für das Album Bionic - 2015: für die Single What a Girl Wants - 2017: für die Single Tell Me - 2020: für die Single Can’t Hold Us Down - 2020: für die Single Nobody Wants To Be Lonely - 2022: für die Single Come On Over Baby (All I Want Is You) - 2023: für die Single Car Wash - 2023: für die Single Show Me How You Burlesque - Australien - 2000: für die Single What a Girl Wants - 2001: für die Single Nobody Wants To Be Lonely - 2003: für die Single Fighter - 2003: für die Single Can’t Hold Us Down - 2003: für die Autorenbeteiligung Miss Independent (Kelly Clarkson) - 2004: für die Single Car Wash - 2006: für die Single Ain’t No Other Man - 2007: für die Single Hurt - 2010: für das Album Bionic - 2010: für die Single Not Myself Tonight - Belgien - 2000: für die Single What a Girl Wants - 2002: für die Single Dirrty - 2007: für die Single Candyman - 2007: für die Single Hurt - 2013: für die Single Feel This Moment - 2014: für die Single Say Something - Brasilien - 2004: für das Album Stripped - 2024: für die Single Lady Marmalade - 2024: für das Album Christina Aguilera - 2024: für das Album Liberation - 2024: für das Album Lotus - 2024: für das Album Bionic - Chile - 2001: für das Album Mi reflejo - Dänemark - 2001: für die Single Nobody Wants To Be Lonely - 2001: für die Single Lady Marmalade - 2003: für die Single Dirrty - 2007: für die Single Hurt - 2007: für die Single Ain't No Other Man - 2007: für das Album Back to Basics - 2007: für die Single Candyman - 2013: für das Streaming Your Body - 2013: für die Single Feel This Moment - 2021: für die Single Lady Marmalade - 2022: für die Single Beautiful - 2023: für die Single Genie in a Bottle - 2023: für das Lied This Christmas - Deutschland - 2005: für das Videoalbum Stripped Live in the U.K. - 2007: für die Single Hurt - 2023: für die Single Dirrty - 2023: für das Album Burlesque: Original Motion Picture Soundtrack - Frankreich - 1999: für die Single Genie in a Bottle - 2007: für das Album Back to Basics - 2012: für die Single Moves like Jagger - Griechenland - 2002: für die Single Lady Marmalade - 2010: für das Album Bionic - Irland - 2008: für das Album Keeps Gettin’ Better: A Decade of Hits - Italien - 2003: für das Album Stripped - 2013: für das Album Back to Basics - 2019: für die Single Beautiful - 2023: für die Single Lady Marmalade - Japan - 2002: für das Album Stripped - 2006: für das Album Back to Basics - 2008: für das Album Keeps Gettin’ Better: A Decade of Hits - 2011: für das Album Burlesque: Original Motion Picture Soundtrack - 2013: für die Single Moves like Jagger - 2024: für das Streaming Moves like Jagger - Kanada - 2007: für den Ringtone Ain’t No Other Man - 2007: für die Single Candyman - 2007: für die Single Hurt - 2012: für das Album Lotus - 2024: für die Single What a Girl Wants - 2024: für die Single Come On Over Baby (All I Want Is You) - Mexiko - 2002: für das Album Stripped - 2015: für die Single Hoy tengo ganas de ti - 2015: für die Single Say Something - 2024: für das Album Back to Basics - Neuseeland - 2000: für die Single What a Girl Wants - 2000: für die Single Come On Over Baby (All I Want Is You) - 2004: für die Single Car Wash - 2005: für die Single Tilt Ya Head Back - 2014: für die Single Can’t Hold Us Down - 2015: für die Single Your Body - 2020: für das Album Keeps Gettin’ Better: A Decade of Hits - 2020: für die Single Fighter - 2022: für die Single Ain’t No Other Man - Niederlande - 2000: für das Album Christina Aguilera - 2003: für die Single Dirrty - Portugal - 2022: für die Single Feel This Moment - Russland - 2008: für das Album Keeps Gettin’ Better: A Decade of Hits - Österreich - 1999: für die Single Genie in a Bottle - 2001: für die Single Lady Marmalade - 2006: für das Album Back to Basics - 2007: für die Single Hurt - 2010: für das Album Bionic - 2015: für die Single Say Something - Polen - 2006: für das Album Back to Basics - Schweden - 2000: für die Single What a Girl Wants - 2001: für die Single Nobody Wants To Be Lonely - 2008: für das Album Back to Basics - Schweiz - 1999: für das Album Christina Aguilera - 1999: für die Single Genie in a Bottle - 2001: für die Single Lady Marmalade - 2002: für die Single Dirrty - 2002: für die Single Nobody Wants To Be Lonely - 2007: für die Single Hurt - 2014: für die Single Say Something - Spanien - 2005: für das Album Stripped - 2013: für das Streaming Feel This Moment - 2024: für die Single Beautiful - 2024: für die Single Lady Marmalade - 2025: für die Single Genie in a Bottle - Südafrika - 2002: für das Album My Kind of Christmas - Vereinigte Staaten - 2005: für das Videoalbum My Reflection - 2005: für die Single Tilt Ya Head Back - 2005: für die Autorenbeteiligung Miss Independent (Kelly Clarkson) - 2006: für den Mastertone Ain’t No Other Man - 2008: für das Videoalbum Back to Basics: Live and Down Under - 2011: für das Album Burlesque: Original Motion Picture Soundtrack - 2018: für das Album Keeps Gettin’ Better: A Decade of Hits - 2018: für das Album Bionic - 2018: für das Album Lotus - 2023: für die Single Reflection - Vereinigtes Königreich - 2021: für die Single Ain’t No Other Man - 2021: für das Album Burlesque: Original Motion Picture Soundtrack - 2023: für die Single Hurt | - Argentinien - 2000: für das Album Mi reflejo - 2003: für das Album Stripped - Australien - 1999: für die Single Genie in a Bottle - 2000: für die Single Come On Over Baby (All I Want Is You) - 2000: für das Album Christina Aguilera - 2002: für die Single Dirrty - 2003: für das Videoalbum My Reflection - 2003: für die Single Beautiful - 2007: für die Single Tilt Ya Head Back - 2007: für die Single Candyman - 2011: für das Album Keeps Gettin’ Better: A Decade of Hits - 2015: für das Album Burlesque: Original Motion Picture Soundtrack - Belgien - 1999: für die Single Genie in a Bottle - 2001: für die Single Lady Marmalade - 2007: für das Album Back to Basics - 2011: für die Single Moves like Jagger - Dänemark - 2004: für das Album Stripped - 2014: für das Streaming Say Something - 2014: für das Streaming Feel This Moment - Deutschland - 1999: für die Single Genie in a Bottle - 2014: für die Single Feel This Moment - 2023: für die Single Lady Marmalade - 2024: für die Single Say Something - Europa - 2000: für das Album Christina Aguilera - 2007: für das Album Back to Basics - Finnland - 2012: für die Single Moves like Jagger - Italien - 2013: für die Single Feel This Moment - Japan - 2000: für das Album Christina Aguilera - Kanada - 2006: für die Single Ain’t No Other Man - 2022: für die Single Fighter - Mexiko - 2000: für das Album Christina Aguilera - 2001: für das Album Mi reflejo - Neuseeland - 1999: für die Single Genie in a Bottle - 2000: für das Album Christina Aguilera - 2001: für die Single Lady Marmalade - 2006: für das Album Back to Basics - 2013: für die Single Beautiful - 2014: für die Single Candyman - 2021: für die Single Dirrty - 2022: für das Album Burlesque: Original Motion Picture Soundtrack - Niederlande - 2001: für die Single Lady Marmalade - 2003: für das Album Stripped - Norwegen - 2002: für die Single Dirrty - 2003: für das Album Stripped - Österreich - 2004: für das Album Stripped - 2015: für die Single Feel This Moment - Portugal - 2022: für die Single Say Something - Schweden - 1999: für die Single Genie in a Bottle - 2001: für die Single Lady Marmalade - 2003: für die Single Dirrty - 2004: für das Album Stripped - 2013: für die Single Feel This Moment - Schweiz - 2003: für das Album Stripped - 2006: für das Album Back to Basics - 2011: für die Single Moves like Jagger - 2013: für die Single Feel This Moment - Spanien - 2000: für das Album Christina Aguilera - 2000: für das Album Mi reflejo - 2024: für die Single Feel This Moment - Ungarn - 2004: für das Album Stripped - 2007: für das Album Back to Basics - Vereinigte Staaten - 2000: für das Videoalbum Genie Gets Her Wish - 2000: für das Album My Kind of Christmas - 2004: für das Videoalbum Stripped Live in the U.K. - 2021: für die Single Lady Marmalade - 2021: für die Single Candyman - 2021: für die Single Hurt - 2021: für die Single Come On Over Baby (All I Want Is You) - 2021: für die Single What a Girl Wants - 2022: für die Single Pa’ mis muchachas (Latin) - 2022: für die Single Santo (Latin) - 2022: für die Single Dirrty - Vereinigtes Königreich - 2006: für das Album Back to Basics - 2013: für das Videoalbum Stripped Live in the U.K. - 2013: für das Album Christina Aguilera - 2019: für die Single Dirrty - 2019: für die Single Beautiful - 2022: für die Single Feel This Moment - 2024: für die Single Candyman - 2024: für die Single Fighter - Deutschland - 2023: für das Album Back to Basics | - Australien - 2001: für die Single Lady Marmalade - 2007: für das Album Back to Basics - 2011: für das Videoalbum Back to Basics: Live and Down Under - Dänemark - 2011: für das Streaming Moves like Jagger - 2020: für die Single Say Something - Deutschland - 2024: für das Album Stripped - Italien - 2012: für die Single Moves like Jagger - 2018: für die Single Say Something - Kanada - 2022: für die Single Dirrty - 2022: für die Single Beautiful - 2024: für die Single Genie in a Bottle - Neuseeland - 2004: für das Album Stripped - 2024: für die Single Feel This Moment - Norwegen - 2002: für die Single Lady Marmalade - Schweden - 2014: für die Single Say Something - Spanien - 2024: für die Single Moves Like Jagger - 2024: für die Single Say Something - Vereinigte Staaten - 2021: für das Album Back to Basics - 2021: für die Single Ain’t No Other Man - 2022: für die Single Beautiful - 2022: für die Single Fighter - Vereinigtes Königreich - 2020: für die Single Say Something - 2022: für die Single Lady Marmalade - 2024: für die Single Genie in a Bottle - 2025: für das Album Keeps Gettin’ Better: A Decade of Hits - Deutschland - 2023: für die Single Moves like Jagger - Mexiko - 2013: für die Single Feel This Moment - Australien - 2010: für das Videoalbum Stripped Live in the U.K. - 2013: für die Single Feel This Moment - Dänemark - 2023: für die Single Moves like Jagger - Europa - 2003: für das Album Stripped - Italien - 2007: für das Album Back to Basics - Kanada - 2007: für das Album Back to Basics - Russland - 2007: für das Album Back to Basics - Vereinigte Staaten - 2024: für die Single Genie in a Bottle - Australien - 2004: für das Album Stripped - 2015: für die Single Say Something - Kanada - 2013: für die Single Feel This Moment - 2022: für das Album Stripped - Neuseeland - 2024: für die Single Say Something - Norwegen - 2014: für die Single Say Something - Vereinigte Staaten - 2020: für die Single Feel This Moment - Vereinigtes Königreich - 2023: für die Single Moves like Jagger - Schweden - 2012: für die Single Moves like Jagger - Vereinigte Staaten - 2022: für das Album Stripped - Kanada - 2001: für das Album Christina Aguilera - 2014: für die Single Say Something - Vereinigte Staaten - 2001: für das Album Mi reflejo (Latin) - 2017: für die Single Say Something - Neuseeland - 2025: für die Single Moves like Jagger - Vereinigtes Königreich - 2025: für das Album Stripped - Vereinigte Staaten - 2024: für das Album Christina Aguilera - Australien - 2024: für die Single Moves like Jagger - Kanada - 2018: für die Single Moves like Jagger - Mexiko - 2014: für die Single Hoy tengo ganas de ti - Vereinigte Staaten - 2021: für die Single Moves like Jagger - Brasilien - 2024: für die Single Moves like Jagger |

## Auszeichnungen nach Alben

### Christina Aguilera
| Land/Region                  | Auszeichnungen für Musikverkäufe (Land/Region, Auszeichnung, Verkäufe) | Verkäufe   |
| ---------------------------- | ---------------------------------------------------------------------- | ---------- |
| Australien (ARIA)            | Platin                                                                 | 70.000     |
| Brasilien (PMB)              | Gold                                                                   | 100.000    |
| Europa (IFPI)                | Platin                                                                 | 1.000.000  |
| Japan (RIAJ)                 | Platin                                                                 | 200.000    |
| Kanada (MC)                  | 6× Platin                                                              | 600.000    |
| Mexiko (AMPROFON)            | Platin                                                                 | 150.000    |
| Neuseeland (RMNZ)            | Platin                                                                 | 15.000     |
| Niederlande (NVPI)           | Gold                                                                   | (40.000)   |
| Schweiz (IFPI)               | Gold                                                                   | (25.000)   |
| Spanien (Promusicae)         | Platin                                                                 | (100.000)  |
| Vereinigte Staaten (RIAA)    | 9× Platin                                                              | 9.000.000  |
| Vereinigtes Königreich (BPI) | Platin                                                                 | (300.000)  |
| Insgesamt                    | 3× Gold · 22× Platin ·                                                 | 11.135.000 |

### Mi reflejo
| Land/Region               | Auszeichnungen für Musikverkäufe (Land/Region, Auszeichnung, Verkäufe) | Verkäufe |
| ------------------------- | ---------------------------------------------------------------------- | -------- |
| Argentinien (CAPIF)       | Platin                                                                 | 60.000   |
| Chile (IFPI)              | Gold                                                                   | 15.000   |
| Mexiko (AMPROFON)         | Platin                                                                 | 150.000  |
| Spanien (Promusicae)      | Platin                                                                 | 100.000  |
| Vereinigte Staaten (RIAA) | 6× Platin                                                              | 489.000  |
| Insgesamt                 | 1× Gold · 9× Platin ·                                                  | 814.000  |

### My Kind of Christmas
| Land/Region               | Auszeichnungen für Musikverkäufe (Land/Region, Auszeichnung, Verkäufe) | Verkäufe  |
| ------------------------- | ---------------------------------------------------------------------- | --------- |
| Südafrika (RISA)          | Gold                                                                   | 25.000    |
| Vereinigte Staaten (RIAA) | Platin                                                                 | 1.015.000 |
| Insgesamt                 | 1× Gold · 1× Platin ·                                                  | 1.040.000 |

### Just Be Free
| Land/Region               | Auszeichnungen für Musikverkäufe (Land/Region, Auszeichnung, Verkäufe) | Verkäufe |
| ------------------------- | ---------------------------------------------------------------------- | -------- |
| Vereinigte Staaten (RIAA) | —                                                                      | 129.000  |
| Insgesamt                 | —                                                                      | 129.000  |

### Stripped
| Land/Region                  | Auszeichnungen für Musikverkäufe (Land/Region, Auszeichnung, Verkäufe) | Verkäufe    |
| ---------------------------- | ---------------------------------------------------------------------- | ----------- |
| Argentinien (CAPIF)          | Platin                                                                 | 40.000      |
| Australien (ARIA)            | 4× Platin                                                              | 280.000     |
| Brasilien (PMB)              | Gold                                                                   | 50.000      |
| Dänemark (IFPI)              | Platin                                                                 | 40.000      |
| Deutschland (BVMI)           | 2× Platin                                                              | 600.000     |
| Europa (IFPI)                | 3× Platin                                                              | (3.000.000) |
| Italien (FIMI)               | Gold                                                                   | 50.000      |
| Japan (RIAJ)                 | Gold                                                                   | 100.000     |
| Kanada (MC)                  | 4× Platin                                                              | 400.000     |
| Mexiko (AMPROFON)            | Gold                                                                   | 75.000      |
| Neuseeland (RMNZ)            | 2× Platin                                                              | 30.000      |
| Niederlande (NVPI)           | Platin                                                                 | 80.000      |
| Norwegen (IFPI)              | Platin                                                                 | 40.000      |
| Österreich (IFPI)            | Platin                                                                 | 40.000      |
| Schweden (IFPI)              | Platin                                                                 | 60.000      |
| Schweiz (IFPI)               | Platin                                                                 | 40.000      |
| Spanien (Promusicae)         | Gold                                                                   | 50.000      |
| Ungarn (MAHASZ)              | Platin                                                                 | 20.000      |
| Vereinigte Staaten (RIAA)    | 5× Platin                                                              | 5.000.000   |
| Vereinigtes Königreich (BPI) | 7× Platin                                                              | 2.100.000   |
| Insgesamt                    | 5× Gold · 35× Platin ·                                                 | 9.105.000   |

### Back to Basics
| Land/Region                  | Auszeichnungen für Musikverkäufe (Land/Region, Auszeichnung, Verkäufe) | Verkäufe    |
| ---------------------------- | ---------------------------------------------------------------------- | ----------- |
| Australien (ARIA)            | 2× Platin                                                              | 140.000     |
| Belgien (BRMA)               | Platin                                                                 | 50.000      |
| Dänemark (IFPI)              | Gold                                                                   | 20.000      |
| Deutschland (BVMI)           | 3× Gold                                                                | 300.000     |
| Europa (IFPI)                | Platin                                                                 | (1.000.000) |
| Frankreich (SNEP)            | Gold                                                                   | 75.000      |
| Irland (IRMA)                | 3× Platin                                                              | 45.000      |
| Italien (FIMI)               | Gold                                                                   | 40.000      |
| Japan (RIAJ)                 | Gold                                                                   | 100.000     |
| Kanada (MC)                  | 3× Platin                                                              | 300.000     |
| Mexiko (AMPROFON)            | Gold                                                                   | 50.000      |
| Neuseeland (RMNZ)            | Platin                                                                 | 15.000      |
| Österreich (IFPI)            | Gold                                                                   | 15.000      |
| Polen (ZPAV)                 | Gold                                                                   | 35.000      |
| Russland (NFPF)              | 3× Platin                                                              | 60.000      |
| Schweden (IFPI)              | Gold                                                                   | 30.000      |
| Schweiz (IFPI)               | Platin                                                                 | 30.000      |
| Ungarn (MAHASZ)              | Platin                                                                 | 6.000       |
| Vereinigte Staaten (RIAA)    | 2× Platin                                                              | 2.000.000   |
| Vereinigtes Königreich (BPI) | Platin                                                                 | 300.000     |
| Insgesamt                    | 9× Gold · 20× Platin ·                                                 | 3.611.000   |

### Keeps Gettin’ Better: A Decade of Hits
| Land/Region                  | Auszeichnungen für Musikverkäufe (Land/Region, Auszeichnung, Verkäufe) | Verkäufe  |
| ---------------------------- | ---------------------------------------------------------------------- | --------- |
| Australien (ARIA)            | Platin                                                                 | 70.000    |
| Irland (IRMA)                | Gold                                                                   | 15.000    |
| Japan (RIAJ)                 | Gold                                                                   | 100.000   |
| Neuseeland (RMNZ)            | Gold                                                                   | 7.500     |
| Russland (NFPF)              | Gold                                                                   | 10.000    |
| Vereinigte Staaten (RIAA)    | Gold                                                                   | 614.000   |
| Vereinigtes Königreich (BPI) | 2× Platin                                                              | 600.000   |
| Insgesamt                    | 5× Gold · 3× Platin ·                                                  | 1.416.500 |

### Bionic
| Land/Region                  | Auszeichnungen für Musikverkäufe (Land/Region, Auszeichnung, Verkäufe) | Verkäufe |
| ---------------------------- | ---------------------------------------------------------------------- | -------- |
| Australien (ARIA)            | Gold                                                                   | 35.000   |
| Brasilien (PMB)              | Gold                                                                   | 20.000   |
| Frankreich (SNEP)            | —                                                                      | 10.000   |
| Griechenland (IFPI)          | Gold                                                                   | 3.000    |
| Österreich (IFPI)            | Gold                                                                   | 10.000   |
| Vereinigte Staaten (RIAA)    | Gold                                                                   | 500.000  |
| Vereinigtes Königreich (BPI) | Silber                                                                 | 60.000   |
| Insgesamt                    | 1× Silber · 5× Gold ·                                                  | 628.000  |

### Burlesque: Original Motion Picture Soundtrack
| Land/Region                  | Auszeichnungen für Musikverkäufe (Land/Region, Auszeichnung, Verkäufe) | Verkäufe  |
| ---------------------------- | ---------------------------------------------------------------------- | --------- |
| Australien (ARIA)            | Platin                                                                 | 70.000    |
| Deutschland (BVMI)           | Gold                                                                   | 100.000   |
| Kanada (MC)                  | Gold                                                                   | 40.000    |
| Neuseeland (RMNZ)            | Platin                                                                 | 15.000    |
| Japan (RIAJ)                 | Gold                                                                   | 100.000   |
| Vereinigte Staaten (RIAA)    | Gold                                                                   | 779.000   |
| Vereinigtes Königreich (BPI) | Gold                                                                   | 100.000   |
| Insgesamt                    | 5× Gold · 2× Platin ·                                                  | 1.204.000 |

### Lotus
| Land/Region               | Auszeichnungen für Musikverkäufe (Land/Region, Auszeichnung, Verkäufe) | Verkäufe |
| ------------------------- | ---------------------------------------------------------------------- | -------- |
| Brasilien (PMB)           | Gold                                                                   | 20.000   |
| Kanada (MC)               | Gold                                                                   | 40.000   |
| Vereinigte Staaten (RIAA) | Gold                                                                   | 500.000  |
| Insgesamt                 | 3× Gold ·                                                              | 560.000  |

### Liberation
| Land/Region               | Auszeichnungen für Musikverkäufe (Land/Region, Auszeichnung, Verkäufe) | Verkäufe |
| ------------------------- | ---------------------------------------------------------------------- | -------- |
| Brasilien (PMB)           | Gold                                                                   | 20.000   |
| Vereinigte Staaten (RIAA) | —                                                                      | 100.000  |
| Insgesamt                 | 1× Gold ·                                                              | 120.000  |

## Auszeichnungen nach Singles

### Genie in a Bottle
| Land/Region                  | Auszeichnungen für Musikverkäufe (Land/Region, Auszeichnung, Verkäufe) | Verkäufe  |
| ---------------------------- | ---------------------------------------------------------------------- | --------- |
| Australien (ARIA)            | Platin                                                                 | 70.000    |
| Belgien (BRMA)               | Platin                                                                 | 50.000    |
| Dänemark (IFPI)              | Gold                                                                   | 45.000    |
| Deutschland (BVMI)           | Platin                                                                 | 500.000   |
| Frankreich (SNEP)            | Gold                                                                   | 300.000   |
| Kanada (MC)                  | 2× Platin                                                              | 160.000   |
| Neuseeland (RMNZ)            | Platin                                                                 | 10.000    |
| Österreich (IFPI)            | Gold                                                                   | 25.000    |
| Schweden (IFPI)              | Platin                                                                 | 40.000    |
| Schweiz (IFPI)               | Gold                                                                   | 25.000    |
| Spanien (Promusicae)         | Gold                                                                   | 30.000    |
| Vereinigte Staaten (RIAA)    | 3× Platin                                                              | 3.000.000 |
| Vereinigtes Königreich (BPI) | 2× Platin                                                              | 1.200.000 |
| Insgesamt                    | 5× Gold · 12× Platin ·                                                 | 4.955.000 |

### What a Girl Wants
| Land/Region                  | Auszeichnungen für Musikverkäufe (Land/Region, Auszeichnung, Verkäufe) | Verkäufe  |
| ---------------------------- | ---------------------------------------------------------------------- | --------- |
| Australien (ARIA)            | Gold                                                                   | 35.000    |
| Belgien (BRMA)               | Gold                                                                   | 25.000    |
| Kanada (MC)                  | Gold                                                                   | 40.000    |
| Neuseeland (RMNZ)            | Gold                                                                   | 5.000     |
| Schweden (IFPI)              | Gold                                                                   | 15.000    |
| Vereinigte Staaten (RIAA)    | Platin                                                                 | 1.000.000 |
| Vereinigtes Königreich (BPI) | Silber                                                                 | 200.000   |
| Insgesamt                    | 1× Silber · 5× Gold · 1× Platin ·                                      | 1.320.000 |

### Come On Over Baby (All I Want Is You)
| Land/Region                  | Auszeichnungen für Musikverkäufe (Land/Region, Auszeichnung, Verkäufe) | Verkäufe  |
| ---------------------------- | ---------------------------------------------------------------------- | --------- |
| Australien (ARIA)            | Platin                                                                 | 70.000    |
| Kanada (MC)                  | Gold                                                                   | 40.000    |
| Neuseeland (RMNZ)            | Gold                                                                   | 5.000     |
| Vereinigte Staaten (RIAA)    | Platin                                                                 | 1.000.000 |
| Vereinigtes Königreich (BPI) | Silber                                                                 | 200.000   |
| Insgesamt                    | 1× Silber · 2× Gold · 2× Platin ·                                      | 1.315.000 |

### Nobody Wants to be Lonely
| Land/Region                  | Auszeichnungen für Musikverkäufe (Land/Region, Auszeichnung, Verkäufe) | Verkäufe |
| ---------------------------- | ---------------------------------------------------------------------- | -------- |
| Australien (ARIA)            | Gold                                                                   | 35.000   |
| Dänemark (IFPI)              | Gold                                                                   | 10.000   |
| Schweden (IFPI)              | Gold                                                                   | 15.000   |
| Schweiz (IFPI)               | Gold                                                                   | 20.000   |
| Vereinigtes Königreich (BPI) | Silber                                                                 | 200.000  |
| Insgesamt                    | 1× Silber · 4× Gold ·                                                  | 280.000  |

### Lady Marmalade
| Land/Region                  | Auszeichnungen für Musikverkäufe (Land/Region, Auszeichnung, Verkäufe) | Verkäufe  |
| ---------------------------- | ---------------------------------------------------------------------- | --------- |
| Australien (ARIA)            | 2× Platin                                                              | 140.000   |
| Belgien (BRMA)               | Platin                                                                 | 50.000    |
| Brasilien (PMB)              | Gold                                                                   | 30.000    |
| Dänemark (IFPI)              | Gold (2001) · + Gold (2021)                                            | 55.000    |
| Deutschland (BVMI)           | Platin                                                                 | 500.000   |
| Frankreich (SNEP)            | Silber                                                                 | 125.000   |
| Griechenland (IFPI)          | Gold                                                                   | 10.000    |
| Italien (FIMI)               | Gold                                                                   | 50.000    |
| Neuseeland (RMNZ)            | Platin                                                                 | 10.000    |
| Niederlande (NVPI)           | Platin                                                                 | 60.000    |
| Norwegen (IFPI)              | 2× Platin                                                              | 40.000    |
| Österreich (IFPI)            | Gold                                                                   | 20.000    |
| Schweden (IFPI)              | Platin                                                                 | 30.000    |
| Schweiz (IFPI)               | Gold                                                                   | 20.000    |
| Spanien (Promusicae)         | Gold                                                                   | 30.000    |
| Vereinigte Staaten (RIAA)    | Platin                                                                 | 1.000.000 |
| Vereinigtes Königreich (BPI) | 2× Platin                                                              | 1.200.000 |
| Insgesamt                    | 1× Silber · 8× Gold · 12× Platin ·                                     | 3.380.000 |

### Dirrty
| Land/Region                  | Auszeichnungen für Musikverkäufe (Land/Region, Auszeichnung, Verkäufe) | Verkäufe  |
| ---------------------------- | ---------------------------------------------------------------------- | --------- |
| Australien (ARIA)            | Platin                                                                 | 70.000    |
| Belgien (BRMA)               | Gold                                                                   | 25.000    |
| Dänemark (IFPI)              | Gold                                                                   | 10.000    |
| Deutschland (BVMI)           | Gold                                                                   | 250.000   |
| Kanada (MC)                  | 2× Platin                                                              | 160.000   |
| Neuseeland (RMNZ)            | Platin                                                                 | 30.000    |
| Niederlande (NVPI)           | Gold                                                                   | 40.000    |
| Norwegen (IFPI)              | Platin                                                                 | 10.000    |
| Schweden (IFPI)              | Platin                                                                 | 30.000    |
| Schweiz (IFPI)               | Gold                                                                   | 25.000    |
| Vereinigte Staaten (RIAA)    | Platin                                                                 | 1.000.000 |
| Vereinigtes Königreich (BPI) | Platin                                                                 | 836.000   |
| Insgesamt                    | 5× Gold · 8× Platin ·                                                  | 2.476.000 |

### Beautiful
| Land/Region                  | Auszeichnungen für Musikverkäufe (Land/Region, Auszeichnung, Verkäufe) | Verkäufe  |
| ---------------------------- | ---------------------------------------------------------------------- | --------- |
| Australien (ARIA)            | Platin                                                                 | 70.000    |
| Dänemark (IFPI)              | Gold                                                                   | 45.000    |
| Italien (FIMI)               | Gold                                                                   | 25.000    |
| Kanada (MC)                  | 2× Platin                                                              | 160.000   |
| Neuseeland (RMNZ)            | Platin                                                                 | 15.000    |
| Spanien (Promusicae)         | Gold                                                                   | 30.000    |
| Vereinigte Staaten (RIAA)    | 2× Platin                                                              | 2.000.000 |
| Vereinigtes Königreich (BPI) | Platin                                                                 | 600.000   |
| Insgesamt                    | 3× Gold · 7× Platin ·                                                  | 2.945.000 |

### Fighter
| Land/Region                  | Auszeichnungen für Musikverkäufe (Land/Region, Auszeichnung, Verkäufe) | Verkäufe  |
| ---------------------------- | ---------------------------------------------------------------------- | --------- |
| Australien (ARIA)            | Gold                                                                   | 35.000    |
| Kanada (MC)                  | Platin                                                                 | 80.000    |
| Neuseeland (RMNZ)            | Gold                                                                   | 15.000    |
| Vereinigte Staaten (RIAA)    | 2× Platin                                                              | 2.000.000 |
| Vereinigtes Königreich (BPI) | Platin                                                                 | 600.000   |
| Insgesamt                    | 2× Gold · 4× Platin ·                                                  | 2.730.000 |

### Can’t Hold Us Down
| Land/Region                  | Auszeichnungen für Musikverkäufe (Land/Region, Auszeichnung, Verkäufe) | Verkäufe |
| ---------------------------- | ---------------------------------------------------------------------- | -------- |
| Australien (ARIA)            | Gold                                                                   | 35.000   |
| Neuseeland (RMNZ)            | Gold                                                                   | 7.500    |
| Vereinigtes Königreich (BPI) | Silber                                                                 | 200.000  |
| Insgesamt                    | 1× Silber · 2× Gold ·                                                  | 242.500  |

### Car Wash
| Land/Region                  | Auszeichnungen für Musikverkäufe (Land/Region, Auszeichnung, Verkäufe) | Verkäufe |
| ---------------------------- | ---------------------------------------------------------------------- | -------- |
| Australien (ARIA)            | Gold                                                                   | 35.000   |
| Neuseeland (RMNZ)            | Gold                                                                   | 5.000    |
| Vereinigtes Königreich (BPI) | Silber                                                                 | 200.000  |
| Insgesamt                    | 1× Silber · 2× Gold ·                                                  | 240.000  |

### Tilt Ya Head Back
| Land/Region               | Auszeichnungen für Musikverkäufe (Land/Region, Auszeichnung, Verkäufe) | Verkäufe |
| ------------------------- | ---------------------------------------------------------------------- | -------- |
| Australien (ARIA)         | Platin                                                                 | 70.000   |
| Neuseeland (RMNZ)         | Gold                                                                   | 5.000    |
| Vereinigte Staaten (RIAA) | Gold                                                                   | 500.000  |
| Insgesamt                 | 2× Gold · 1× Platin ·                                                  | 575.000  |

### Ain’t No Other Man
| Land/Region                  | Auszeichnungen für Musikverkäufe (Land/Region, Auszeichnung, Verkäufe) | Verkäufe  |
| ---------------------------- | ---------------------------------------------------------------------- | --------- |
| Australien (ARIA)            | Gold                                                                   | 35.000    |
| Dänemark (IFPI)              | Gold                                                                   | 4.000     |
| Kanada (MC)                  | Platin (Single) · + Gold (Ringtone)                                    | 40.000    |
| Neuseeland (RMNZ)            | Gold                                                                   | 15.000    |
| Vereinigte Staaten (RIAA)    | Gold (Mastertone) · + 2× Platin                                        | 2.500.000 |
| Vereinigtes Königreich (BPI) | Gold                                                                   | 400.000   |
| Insgesamt                    | 6× Gold · 3× Platin ·                                                  | 2.984.000 |

### Hurt
| Land/Region                  | Auszeichnungen für Musikverkäufe (Land/Region, Auszeichnung, Verkäufe) | Verkäufe  |
| ---------------------------- | ---------------------------------------------------------------------- | --------- |
| Australien (ARIA)            | Gold                                                                   | 35.000    |
| Belgien (BRMA)               | Gold                                                                   | 25.000    |
| Dänemark (IFPI)              | Gold                                                                   | 4.000     |
| Deutschland (BVMI)           | Gold                                                                   | 150.000   |
| Frankreich (SNEP)            | Silber                                                                 | 100.000   |
| Kanada (MC)                  | Gold                                                                   | 10.000    |
| Österreich (IFPI)            | Gold                                                                   | 15.000    |
| Schweiz (IFPI)               | Gold                                                                   | 15.000    |
| Vereinigte Staaten (RIAA)    | Platin                                                                 | 1.000.000 |
| Vereinigtes Königreich (BPI) | Gold                                                                   | 400.000   |
| Insgesamt                    | 1× Silber · 8× Gold · 1× Platin ·                                      | 1.764.000 |

### Tell Me
| Land/Region                  | Auszeichnungen für Musikverkäufe (Land/Region, Auszeichnung, Verkäufe) | Verkäufe |
| ---------------------------- | ---------------------------------------------------------------------- | -------- |
| Vereinigtes Königreich (BPI) | Silber                                                                 | 200.000  |
| Insgesamt                    | 1× Silber ·                                                            | 200.000  |

### Candyman
| Land/Region                  | Auszeichnungen für Musikverkäufe (Land/Region, Auszeichnung, Verkäufe) | Verkäufe  |
| ---------------------------- | ---------------------------------------------------------------------- | --------- |
| Australien (ARIA)            | Platin                                                                 | 70.000    |
| Belgien (BRMA)               | Gold                                                                   | 25.000    |
| Dänemark (IFPI)              | Gold                                                                   | 7.500     |
| Italien (FIMI)               | —                                                                      | 55.000    |
| Kanada (MC)                  | Gold                                                                   | 20.000    |
| Neuseeland (RMNZ)            | Platin                                                                 | 15.000    |
| Vereinigte Staaten (RIAA)    | Platin                                                                 | 1.000.000 |
| Vereinigtes Königreich (BPI) | Platin                                                                 | 600.000   |
| Insgesamt                    | 3× Gold · 4× Platin ·                                                  | 1.799.500 |

### Not Myself Tonight
| Land/Region       | Auszeichnungen für Musikverkäufe (Land/Region, Auszeichnung, Verkäufe) | Verkäufe |
| ----------------- | ---------------------------------------------------------------------- | -------- |
| Australien (ARIA) | Gold                                                                   | 35.000   |
| Südkorea (KMCA)   | —                                                                      | 258.935  |
| Insgesamt         | 1× Gold ·                                                              | 293.935  |

### Show Me How You Burlesque
| Land/Region                  | Auszeichnungen für Musikverkäufe (Land/Region, Auszeichnung, Verkäufe) | Verkäufe |
| ---------------------------- | ---------------------------------------------------------------------- | -------- |
| Vereinigtes Königreich (BPI) | Silber                                                                 | 200.000  |
| Insgesamt                    | 1× Silber ·                                                            | 200.000  |

### Your Body
| Land/Region       | Auszeichnungen für Musikverkäufe (Land/Region, Auszeichnung, Verkäufe) | Verkäufe |
| ----------------- | ---------------------------------------------------------------------- | -------- |
| Neuseeland (RMNZ) | Gold                                                                   | 7.500    |
| Insgesamt         | 1× Gold ·                                                              | 7.500    |

### Moves like Jagger
| Land/Region                  | Auszeichnungen für Musikverkäufe (Land/Region, Auszeichnung, Verkäufe) | Verkäufe   |
| ---------------------------- | ---------------------------------------------------------------------- | ---------- |
| Australien (ARIA)            | 17× Platin                                                             | 1.190.000  |
| Belgien (BRMA)               | Platin                                                                 | 30.000     |
| Brasilien (PMB)              | 5× Diamant                                                             | 1.250.000  |
| Dänemark (IFPI)              | 3× Platin                                                              | 270.000    |
| Deutschland (BVMI)           | 5× Gold                                                                | 750.000    |
| Finnland (IFPI)              | Platin                                                                 | 10.022     |
| Frankreich (SNEP)            | Gold                                                                   | 152.900    |
| Italien (FIMI)               | 2× Platin                                                              | 60.000     |
| Japan (RIAJ)                 | Gold                                                                   | 100.000    |
| Kanada (MC)                  | Diamant                                                                | 800.000    |
| Neuseeland (RMNZ)            | 7× Platin                                                              | 210.000    |
| Schweden (IFPI)              | 5× Platin                                                              | 200.000    |
| Schweiz (IFPI)               | Platin                                                                 | 30.000     |
| Spanien (Promusicae)         | 2× Platin                                                              | 120.000    |
| Vereinigte Staaten (RIAA)    | Diamant                                                                | 10.000.000 |
| Vereinigtes Königreich (BPI) | 4× Platin                                                              | 2.400.000  |
| Insgesamt                    | 3× Gold · 44× Platin · 7× Diamant ·                                    | 17.572.922 |

### Feel This Moment
| Land/Region                  | Auszeichnungen für Musikverkäufe (Land/Region, Auszeichnung, Verkäufe) | Verkäufe  |
| ---------------------------- | ---------------------------------------------------------------------- | --------- |
| Australien (ARIA)            | 3× Platin                                                              | 210.000   |
| Belgien (BRMA)               | Gold                                                                   | 15.000    |
| Dänemark (IFPI)              | Gold                                                                   | 15.000    |
| Deutschland (BVMI)           | Platin                                                                 | 300.000   |
| Finnland (IFPI)              | —                                                                      | 37.818    |
| Italien (FIMI)               | Platin                                                                 | 30.000    |
| Kanada (MC)                  | 4× Platin                                                              | 320.000   |
| Mexiko (AMPROFON)            | 5× Gold                                                                | 150.000   |
| Neuseeland (RMNZ)            | 2× Platin                                                              | 60.000    |
| Österreich (IFPI)            | Platin                                                                 | 30.000    |
| Portugal (AFP)               | Gold                                                                   | 5.000     |
| Schweden (IFPI)              | Platin                                                                 | 40.000    |
| Schweiz (IFPI)               | Platin                                                                 | 30.000    |
| Spanien (Promusicae)         | Platin                                                                 | 60.000    |
| Vereinigte Staaten (RIAA)    | 4× Platin                                                              | 4.000.000 |
| Vereinigtes Königreich (BPI) | Platin                                                                 | 600.000   |
| Insgesamt                    | 4× Gold · 22× Platin ·                                                 | 5.902.818 |

### Hoy tengo ganas de ti
| Land/Region       | Auszeichnungen für Musikverkäufe (Land/Region, Auszeichnung, Verkäufe) | Verkäufe |
| ----------------- | ---------------------------------------------------------------------- | -------- |
| Mexiko (AMPROFON) | Diamant · + Gold                                                       | 330.000  |
| Insgesamt         | 1× Gold · 1× Diamant ·                                                 | 330.000  |

### Say Something
| Land/Region                  | Auszeichnungen für Musikverkäufe (Land/Region, Auszeichnung, Verkäufe) | Verkäufe  |
| ---------------------------- | ---------------------------------------------------------------------- | --------- |
| Australien (ARIA)            | 4× Platin                                                              | 280.000   |
| Belgien (BRMA)               | Gold                                                                   | 15.000    |
| Dänemark (IFPI)              | 2× Platin                                                              | 180.000   |
| Deutschland (BVMI)           | Platin                                                                 | 600.000   |
| Italien (FIMI)               | 2× Platin                                                              | 60.000    |
| Kanada (MC)                  | 6× Platin                                                              | 480.000   |
| Mexiko (AMPROFON)            | Gold                                                                   | 30.000    |
| Neuseeland (RMNZ)            | 4× Platin                                                              | 120.000   |
| Norwegen (IFPI)              | 4× Platin                                                              | 40.000    |
| Österreich (IFPI)            | Gold                                                                   | 15.000    |
| Portugal (AFP)               | Platin                                                                 | 10.000    |
| Schweden (IFPI)              | 2× Platin                                                              | 80.000    |
| Schweiz (IFPI)               | Gold                                                                   | 15.000    |
| Spanien (Promusicae)         | 2× Platin                                                              | 120.000   |
| Vereinigte Staaten (RIAA)    | 6× Platin                                                              | 6.000.000 |
| Vereinigtes Königreich (BPI) | 2× Platin                                                              | 1.200.000 |
| Insgesamt                    | 4× Gold · 36× Platin ·                                                 | 9.245.000 |

### Reflection
| Land/Region               | Auszeichnungen für Musikverkäufe (Land/Region, Auszeichnung, Verkäufe) | Verkäufe |
| ------------------------- | ---------------------------------------------------------------------- | -------- |
| Vereinigte Staaten (RIAA) | Gold                                                                   | 500.000  |
| Insgesamt                 | 1× Gold ·                                                              | 500.000  |

### Pa’ mis muchachas
| Land/Region               | Auszeichnungen für Musikverkäufe (Land/Region, Auszeichnung, Verkäufe) | Verkäufe |
| ------------------------- | ---------------------------------------------------------------------- | -------- |
| Vereinigte Staaten (RIAA) | Platin                                                                 | 60.000   |
| Insgesamt                 | 1× Platin ·                                                            | 60.000   |

### Santo
| Land/Region               | Auszeichnungen für Musikverkäufe (Land/Region, Auszeichnung, Verkäufe) | Verkäufe |
| ------------------------- | ---------------------------------------------------------------------- | -------- |
| Vereinigte Staaten (RIAA) | Platin                                                                 | 60.000   |
| Insgesamt                 | 1× Platin ·                                                            | 60.000   |

## Auszeichnungen nach Liedern

### Glam
| Land/Region     | Auszeichnungen für Musikverkäufe (Land/Region, Auszeichnung, Verkäufe) | Verkäufe |
| --------------- | ---------------------------------------------------------------------- | -------- |
| Südkorea (KMCA) | —                                                                      | 354.259  |
| Insgesamt       | —                                                                      | 354.259  |

### This Christmas
| Land/Region     | Auszeichnungen für Musikverkäufe (Land/Region, Auszeichnung, Verkäufe) | Verkäufe |
| --------------- | ---------------------------------------------------------------------- | -------- |
| Dänemark (IFPI) | Gold                                                                   | 45.000   |
| Insgesamt       | 1× Gold ·                                                              | 45.000   |

## Auszeichnungen nach Autorenbeteiligungen

### Miss Independent (Kelly Clarkson)
| Land/Region               | Auszeichnungen für Musikverkäufe (Land/Region, Auszeichnung, Verkäufe) | Verkäufe  |
| ------------------------- | ---------------------------------------------------------------------- | --------- |
| Australien (ARIA)         | Gold                                                                   | 35.000    |
| Vereinigte Staaten (RIAA) | Gold                                                                   | 1.035.000 |
| Insgesamt                 | 2× Gold ·                                                              | 1.070.000 |

## Auszeichnungen nach Musikstreamings

### Moves like Jagger
| Land/Region     | Auszeichnungen für Musikverkäufe (Land/Region, Auszeichnung, Verkäufe) | Verkäufe   |
| --------------- | ---------------------------------------------------------------------- | ---------- |
| Dänemark (IFPI) | 2× Platin                                                              | 1.800.000  |
| Japan (RIAJ)    | Gold                                                                   | 50.000.000 |
| Insgesamt       | 1× Gold · 2× Platin ·                                                  | 51.800.000 |

### Your Body
| Land/Region     | Auszeichnungen für Musikverkäufe (Land/Region, Auszeichnung, Verkäufe) | Verkäufe |
| --------------- | ---------------------------------------------------------------------- | -------- |
| Dänemark (IFPI) | Gold                                                                   | 900.000  |
| Insgesamt       | 1× Gold ·                                                              | 900.000  |

### Say Something
| Land/Region     | Auszeichnungen für Musikverkäufe (Land/Region, Auszeichnung, Verkäufe) | Verkäufe  |
| --------------- | ---------------------------------------------------------------------- | --------- |
| Dänemark (IFPI) | Platin                                                                 | 2.600.000 |
| Insgesamt       | 1× Platin ·                                                            | 2.600.000 |

### Feel This Moment
| Land/Region          | Auszeichnungen für Musikverkäufe (Land/Region, Auszeichnung, Verkäufe) | Verkäufe  |
| -------------------- | ---------------------------------------------------------------------- | --------- |
| Dänemark (IFPI)      | Platin                                                                 | 2.600.000 |
| Spanien (Promusicae) | Gold                                                                   | 4.000.000 |
| Insgesamt            | 1× Gold · 1× Platin ·                                                  | 6.600.000 |

## Auszeichnungen nach Videoalben

### Genie Gets Her Wish
| Land/Region               | Auszeichnungen für Musikverkäufe (Land/Region, Auszeichnung, Verkäufe) | Verkäufe |
| ------------------------- | ---------------------------------------------------------------------- | -------- |
| Vereinigte Staaten (RIAA) | Platin                                                                 | 100.000  |
| Insgesamt                 | 1× Platin ·                                                            | 100.000  |

### My Reflection
| Land/Region               | Auszeichnungen für Musikverkäufe (Land/Region, Auszeichnung, Verkäufe) | Verkäufe |
| ------------------------- | ---------------------------------------------------------------------- | -------- |
| Australien (ARIA)         | Platin                                                                 | 15.000   |
| Vereinigte Staaten (RIAA) | Gold                                                                   | 50.000   |
| Insgesamt                 | 1× Gold · 1× Platin ·                                                  | 65.000   |

### Stripped Live in the U.K.
| Land/Region                  | Auszeichnungen für Musikverkäufe (Land/Region, Auszeichnung, Verkäufe) | Verkäufe |
| ---------------------------- | ---------------------------------------------------------------------- | -------- |
| Australien (ARIA)            | 3× Platin                                                              | 45.000   |
| Deutschland (BVMI)           | Gold                                                                   | 25.000   |
| Vereinigte Staaten (RIAA)    | Platin                                                                 | 100.000  |
| Vereinigtes Königreich (BPI) | Platin                                                                 | 50.000   |
| Insgesamt                    | 1× Gold · 5× Platin ·                                                  | 220.000  |

### Back to Basics: Live and Down Under
| Land/Region               | Auszeichnungen für Musikverkäufe (Land/Region, Auszeichnung, Verkäufe) | Verkäufe |
| ------------------------- | ---------------------------------------------------------------------- | -------- |
| Australien (ARIA)         | 2× Platin                                                              | 30.000   |
| Vereinigte Staaten (RIAA) | Gold                                                                   | 50.000   |
| Insgesamt                 | 1× Gold · 2× Platin ·                                                  | 80.000   |

## Statistik und Quellen
| Land/RegionAuszeichnungen für Musikverkäufe (Land/Region, Auszeichnungen, Verkäufe, Quellen) | Silber       | Gold         | Platin         | Diamant     | Verkäufe    | Quellen                                                   |
| -------------------------------------------------------------------------------------------- | ------------ | ------------ | -------------- | ----------- | ----------- | --------------------------------------------------------- |
| Argentinien (CAPIF)                                                                          | —            | —            | 2× Platin2     | —           | 100.000     | capif.org.ar                                              |
| Australien (ARIA)                                                                            | —            | 10× Gold10   | 48× Platin48   | —           | 3.380.000   | aria.com.au                                               |
| Belgien (BRMA)                                                                               | —            | 6× Gold6     | 4× Platin4     | —           | 310.000     | ultratop.be                                               |
| Brasilien (PMB)                                                                              | —            | 6× Gold6     | —              | 5× Diamant5 | 1.490.000   | pro-musicabr.org.br                                       |
| Chile (IFPI)                                                                                 | —            | Gold1        | —              | —           | 15.000      | Einzelnachweise                                           |
| Dänemark (IFPI)                                                                              | —            | 13× Gold13   | 10× Platin10   | —           | 735.500     | ifpi.dk hitlisten.nu                                      |
| Deutschland (BVMI)                                                                           | —            | 6× Gold6     | 9× Platin9     | —           | 4.075.000   | musikindustrie.de                                         |
| Europa (IFPI)                                                                                | —            | —            | 5× Platin5     | —           | (5.000.000) | ifpi.org (Memento vom 1. Januar 2014 im Internet Archive) |
| Finnland (IFPI)                                                                              | —            | —            | Platin1        | —           | 47.840      | ifpi.fi                                                   |
| Frankreich (SNEP)                                                                            | 2× Silber2   | 3× Gold3     | —              | —           | 762.900     | infodisc.fr snepmusique.com                               |
| Griechenland (IFPI)                                                                          | —            | 2× Gold2     | —              | —           | 13.000      | Einzelnachweise                                           |
| Irland (IRMA)                                                                                | —            | Gold1        | 3× Platin3     | —           | 52.500      | irishcharts.ie                                            |
| Italien (FIMI)                                                                               | —            | 4× Gold4     | 5× Platin5     | —           | 370.000     | fimi.it                                                   |
| Japan (RIAJ)                                                                                 | —            | 6× Gold6     | Platin1        | —           | 700.000     | riaj.or.jp JP2                                            |
| Kanada (MC)                                                                                  | —            | 6× Gold6     | 31× Platin31   | Diamant1    | 3.690.000   | musiccanada.com                                           |
| Mexiko (AMPROFON)                                                                            | —            | 5× Gold5     | 4× Platin4     | Diamant1    | 935.000     | amprofon.com.mx                                           |
| Neuseeland (RMNZ)                                                                            | —            | 9× Gold9     | 23× Platin23   | —           | 607.500     | aotearoamusiccharts.co.nz NZ2 NZ3                         |
| Niederlande (NVPI)                                                                           | —            | 2× Gold2     | 2× Platin2     | —           | 220.000     | nvpi.nl                                                   |
| Norwegen (IFPI)                                                                              | —            | —            | 8× Platin8     | —           | 130.000     | ifpi.no                                                   |
| Österreich (IFPI)                                                                            | —            | 6× Gold6     | 2× Platin2     | —           | 170.000     | ifpi.at                                                   |
| Polen (ZPAV)                                                                                 | —            | Gold1        | —              | —           | 35.000      | olis.pl                                                   |
| Portugal (AFP)                                                                               | —            | Gold1        | Platin1        | —           | 15.000      | Einzelnachweise                                           |
| Russland (NFPF)                                                                              | —            | Gold1        | 3× Platin3     | —           | 70.000      | 2m-online.ru                                              |
| Schweden (IFPI)                                                                              | —            | 3× Gold3     | 12× Platin12   | —           | 545.000     | sverigetopplistan.se                                      |
| Schweiz (IFPI)                                                                               | —            | 7× Gold7     | 4× Platin4     | —           | 275.000     | hitparade.ch                                              |
| Spanien (Promusicae)                                                                         | —            | 5× Gold5     | 7× Platin7     | —           | 640.000     | elportaldemusica.es promusicae.es                         |
| Südafrika (RISA)                                                                             | —            | Gold1        | —              | —           | 25.000      | mi2n.com                                                  |
| Südkorea (KMCA)                                                                              | —            | —            | —              | —           | 613.194     | Einzelnachweise                                           |
| Ungarn (MAHASZ)                                                                              | —            | —            | 2× Platin2     | —           | 16.000      | slagerlistak.hu                                           |
| Vereinigte Staaten (RIAA)                                                                    | —            | 11× Gold11   | 52× Platin52   | Diamant1    | 59.001.000  | riaa.com                                                  |
| Vereinigtes Königreich (BPI)                                                                 | 8× Silber8   | 3× Gold3     | 26× Platin26   | —           | 14.696.000  | bpi.co.uk                                                 |
| Insgesamt                                                                                    | 10× Silber10 | 117× Gold117 | 265× Platin265 | 8× Diamant8 |             |                                                           |